# Herrhamra kvarn

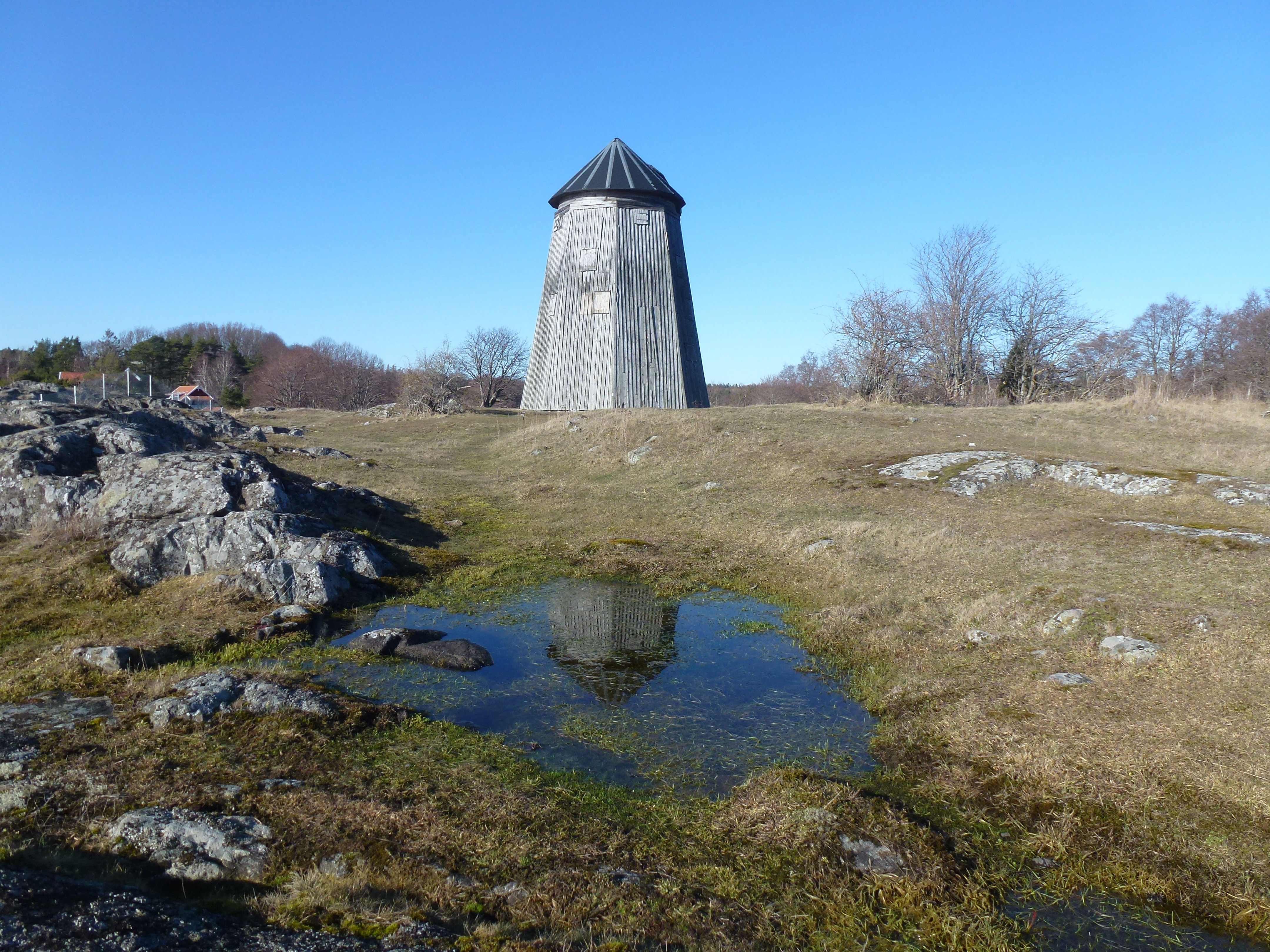
Herrhamra kvarn i mars 2015.

Herrhamra kvarn är en väderkvarn som står på en höjd vid Ankarudden på Torö i Nynäshamns kommun. Kvarnen byggdes 1857 för Herrhamra gård och verksamheten lades ner 1925. Herrhamra kvarn är den enda bevarade väderkvarnen i kommunen.

## Bakgrund
Den 30 december 1863 utfärdades en kungörelse som helt släppte de tidigare restriktionerna som omgav kvarnrörelsen. Därför uppfördes på 1860-talet flera nya kvarnar i Sverige. På Södertörn byggdes tre väderkvarnar vid denna tid: Herrhamra kvarn i Torö socken, Stennäs kvarn i Sorunda socken och Nora kvarn i Mörkö socken. Den senare anlades ursprungligen på Näsbacken vid Hörningsholms slott, flyttades 1876 till Nora och 1929 till Torekällberget i Södertälje där en exakt kopia står eftersom originalkvarnen brann ner 1989. Stennäs kvarn finns däremot inte längre kvar. Samtliga tre kvarnar uppfördes av byggmästaren F.G. Jernberg.

## Kvarnen i Herrhamra

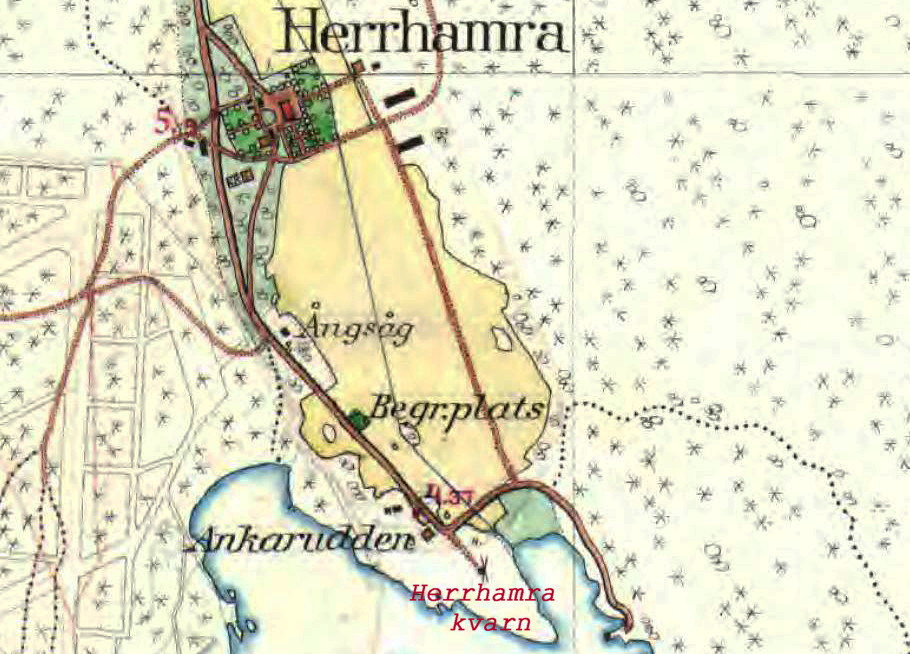
Herrhamra gård och kvarn 1901.

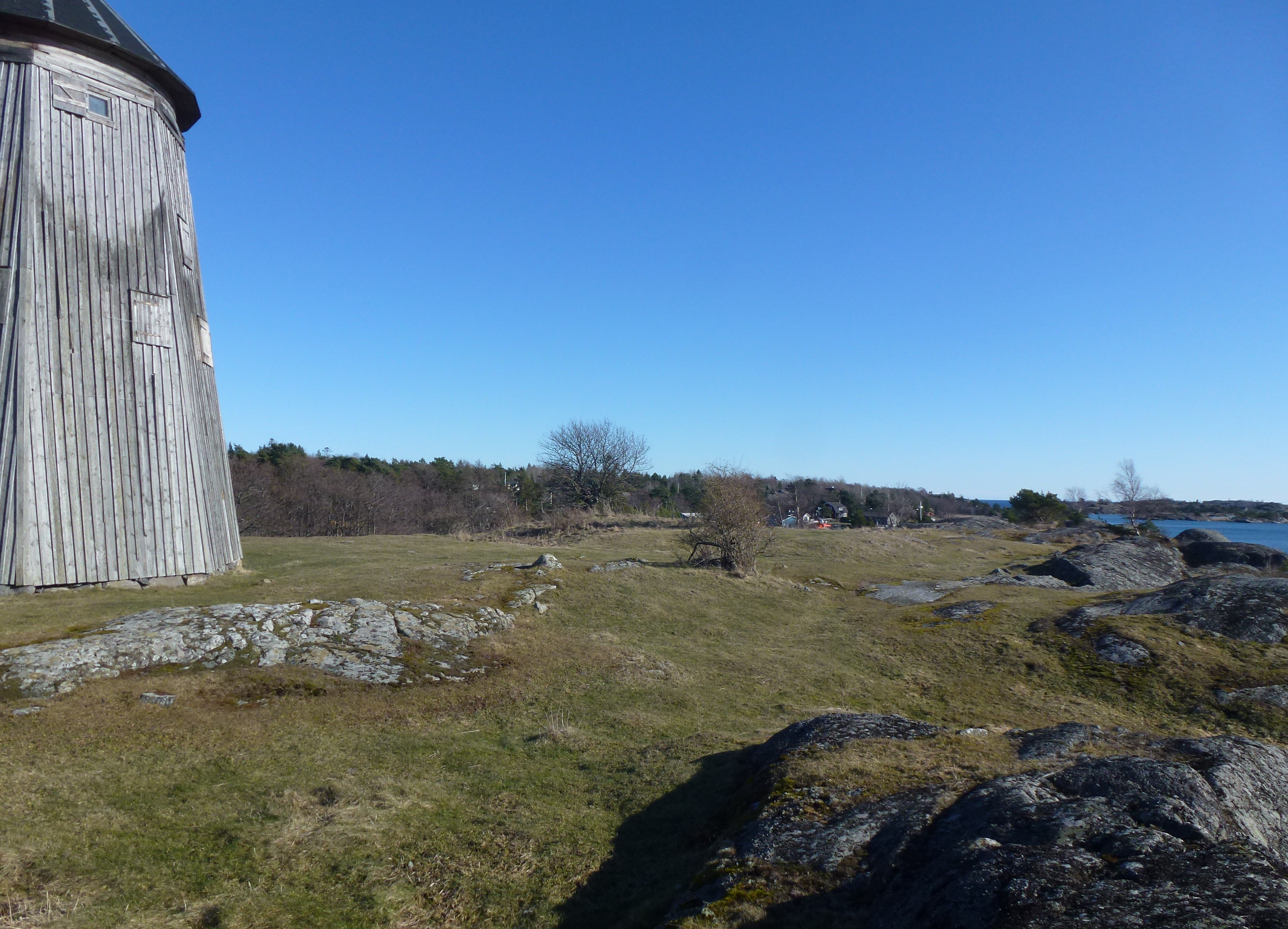
Herrhamra kvarn och den övervuxna grunden (mitt i bild) för Herrhamras ursprungliga huvudbyggnad på Ankarudden.

Herrhamra kvarn hade troligen en föregångare, men var den stod och hur den såg ut är okänd. Nuvarande kvarnen placerades högst upp på Ankarudden, intill platsen för Herrhamras ursprungliga huvudbyggnad. Anläggningen började byggas 1857, alltså redan några år innan kvarnrestriktionerna släpptes fria. Förmodligen uppgav kvarnägaren Herrhamra gård att han ämnade bygga en husbehovskvarn. Dessa fick redan efter 1830 fritt användas. Men i själva verket blev Herrhamra kvarn en så kallad tullkvarn huvudsakligen tänkt att mala säd för skärgårdens bönder.
Kvarnen är en holländare (även kallad ”hättekvarn”), där översta delen (huven eller hättan) med vingarana kunde vridas och riktas ut mot vinden, istället för att rotera hela byggnaden. Herrhamra kvarn uppfördes med en åttkantig grundplan och i tre våningar. På översta våningen förvarades bland annat säckarna med säden. Här finns även bromsen till kvarnvingarna. På mellersta våningsplan utfördes själva malningen som gjordes med tre par kvarnstenar. I nedersta våningen fylldes mjölet i säckar som vägdes för att beräkna ”tullen” som var den betalning som skulle erläggas för utfört arbete.
Redan innan kvarnen stod färdig fanns en mjölnare vid Herrhamra. Han hette Lars Boman och var dräng på gården. På Ankarudden hade han sitt torp som sedermera skulle bli kvarnstuga. Han avled 1861 och sonen August Vilhelm Boman skötte verksamheten efter honom. Senare blev brodern Gustav Adolf Boman mjölnare på Herrhamra. Siste mjölnaren var Anton Nilsson som drev kvarnen fram till 1925. Istället för vindkraften använde han en tändkulemotor som drivkälla. 
Det gamla maskineriet med sina stora kugghjul finns kvar än idag men kvarnstenarna och vingarna togs bort på 1930-talet. En gammal kvarnsten ligger på marken intill kvarnen. På 1980-talet renoverades kvarnen delvis, men nya vingar sattes aldrig på plats. Nedanför berget står fortfarande den rödmålade kvarnstugan, numera tillbyggd och privatbostad.

## Bilder

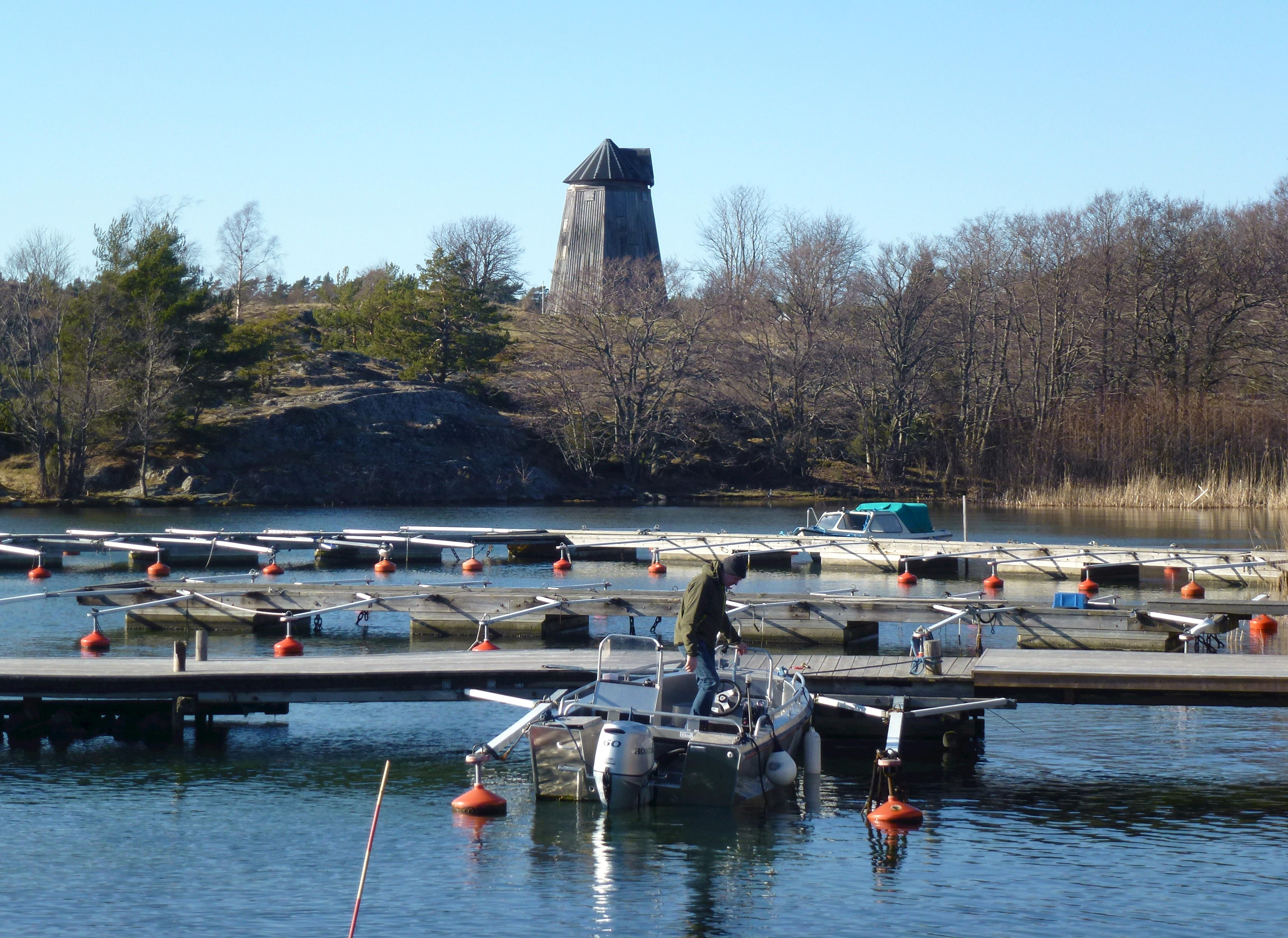
Ankaruddens hamn och kvarn
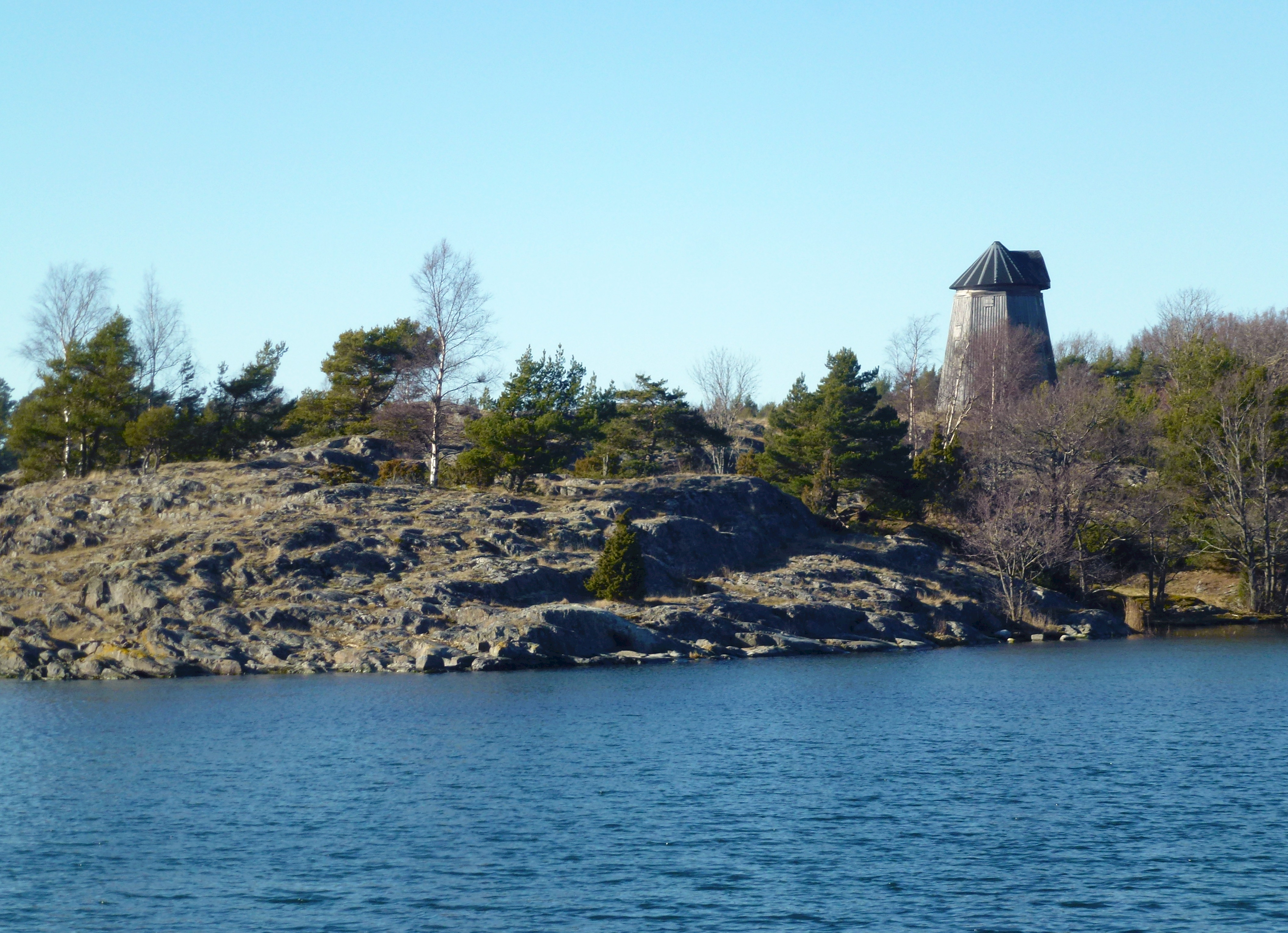
Viken och kvarnen
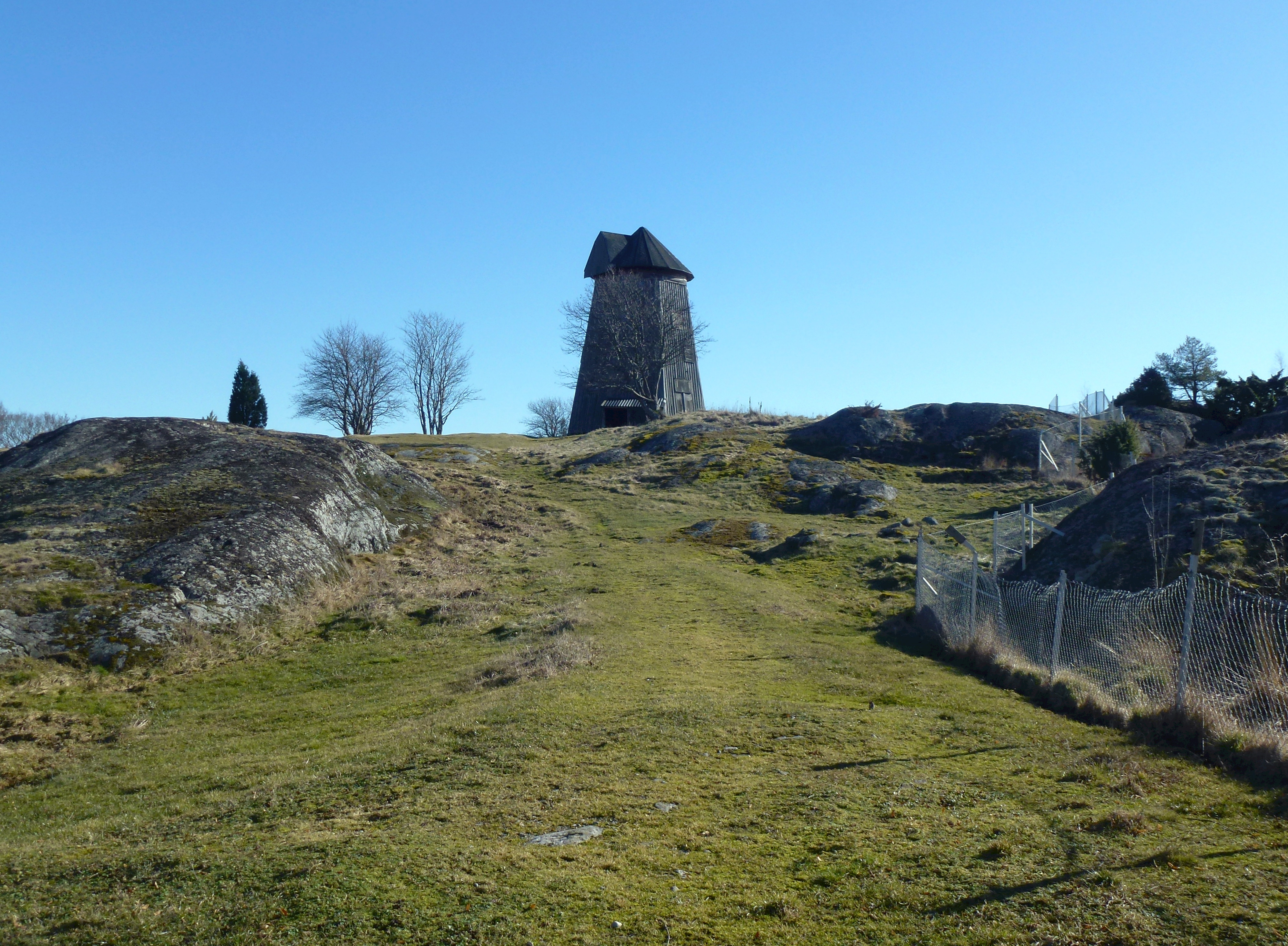
Kvarnen på Ankaruddens top
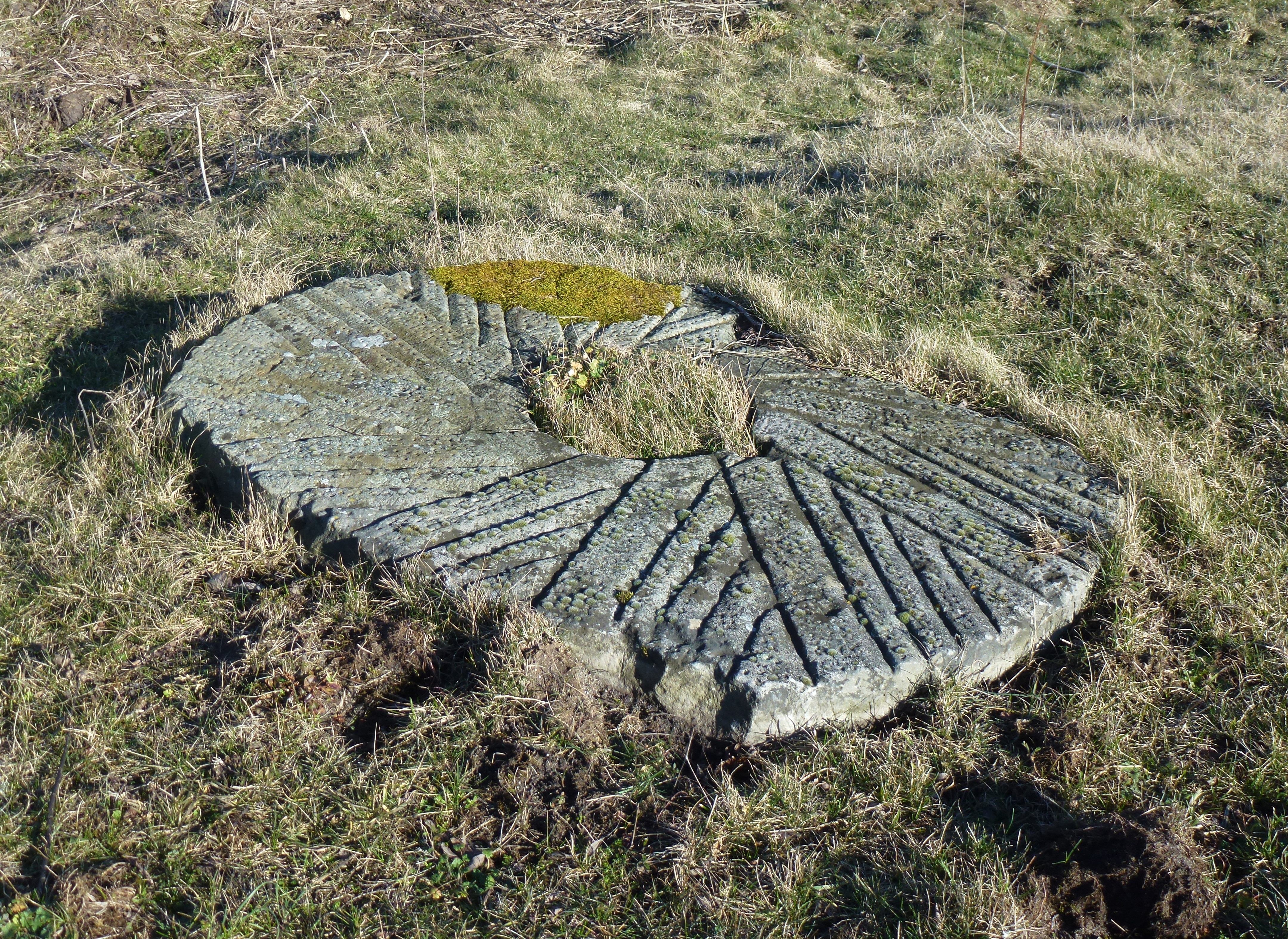
Gammal kvarnsten vid kvarnen
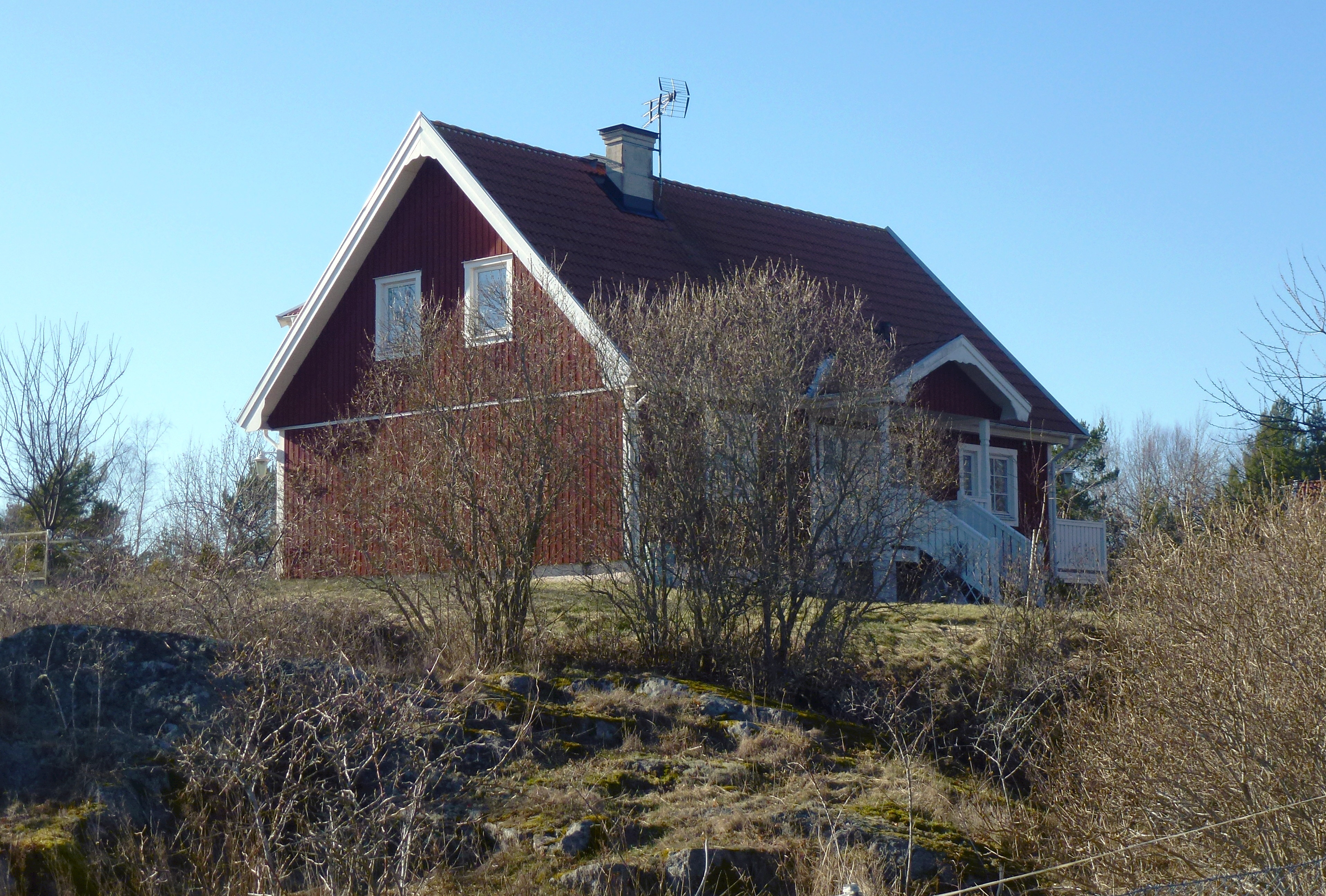
Den före detta kvarnstugan